# Операција Љето ’95
Операција Љето 95 је назив војне операције хрватских снага у рату у Босни и Херцеговини. Трајала је од 25. до 30. јула 1995. године. Током 5 дана борби, хрватске снаге су поразиле 2. крајишки корпус Војске Републике Српске и заузеле Грахово и Гламоч. Хрватске снаге су заузеле 300 км² око Грахова и 1.300 км² око Гламоча. Ова операција је била и увертира за општи напад на Републику Српску Крајину.

## Увод
Дана 19. јула 1995. започео је здружени напад Српске Војске Крајине (СВК) и Војске Републике Српске (ВРС) на Бихаћки џеп у операцији Мач 95. Након тешких борби, у којима су српске снаге на неким правцима напредовале и до 12 км, команда 5. корпуса Армије РБиХ обратила се за помоћ Главном штабу Хрватске војске. Истовремено је Алија Изетбеговић прихватио деловање Хрватске војске у БиХ, потписавши војни споразум са Фрањом Туђманом 22. јула (”Сплитски споразум”). Хрватске снаге су желеле споразум, не само како би спречиле пад 5. корпуса АРБиХ и последично спајање СВК и ВРС на том правцу, већ и како би, првенствено, сасвим одсекли Книн од РС заузимањем Грахова. Напад је предвиђао и заузимање планина Шатор, Старетина и Голија, као и Гламоч.

## Борбени поредак
На правцу Ливно – Грахово, после губитка положаја на Динари, 3. петровачка бригада са 2. батаљоном Војне полиције бранила је правац који са Динаре изводи ка Грахову. Бригада је имала неповољан тактички положај, јер су положаји хрватских снага надвисивали њену зону одбране.
Правац који са Шатора изводи ка Тичеву бранили су делови 9. граховске бригаде с ојачањима. На правцу Ливно – Гламоч 3. српска бригада бранила се на Старетини. Имала је добро уређене одбрамбене положаје ојачане батаљоном 43. приједорске бригаде. Десни сусед 3. српске бригаде је био мешовити батаљон. Пета гламочка бригада бранила је своју зону одбране која је остала непромењена од почетка рата.
У току 4. јуна из СВК-а стигла је борбена група „Вијуга”, јачине ојачаног батаљона. Са њом су стигле и две чете из Специјалне бригаде полиције Републике Српске Крајине које су послате у Међугорје на десно крило 3. српске бригаде, ради затварања дела међупростора на Шатору. Међутим, ове јединице нису запоселе одбрамбене положаје. Борбена група „Вијуга”, која је стигла уместо најављене бригаде, била је распоређена за одбрану правца с. Пеуље – Грахово, у захвату путне комуникације. У свом саставу имала је пет пешадијских чета, чету минобацача 120 мм, две батерије противоклопних ракета (9К-11 и 9П-122), лаки артиљеријски вод ПВО, два тенковска вода (шест тенкова), мешовити артиљеријски дивизион (по једна хаубичка батерија 105 мм, 122 мм и топ-хаубица 152 мм) и један вишецевни бацач ракета „Огањ”. У борбеним извештајима тврдило се да „не постоји жеља за борбом код 80% бораца”.
У нападу на Грахово учествовали су 4. и 7. гардијска бригада ХВ ојачана јединицама Тактичке групе 1 (чета 114. бригаде, чета 15. домобранске пуковније и вод 142. домобранске пуковније). На правцу Шатор – Гламоч распоређене су 81. гардијски батаљон, 1. хрватски гардијски здруг, батаљон 1. гардијске бригаде ХВ с ојачањима и Тактичка група 2 на челу са 3. гардијском бригадом ХВО. У нападу правцем Голија – Гламоч задејствоване су снаге ХВО-а: 2. гардијска бригада, ППН Гавран-2, Тактичка група 3, батаљон ППН „Лудвиг Павловић” и мање снаге ЗП Томиславград. На купрешком правцу (Цинцар – Кујача, Малован – Процип и Купрес – Растичево) наступала је 1. гардијска бригада ХВО с ојачањима из ЗП Томиславград.
| ХВ       | Јединица                              | Напомена                                                    |
| -------- | ------------------------------------- | ----------------------------------------------------------- |
| ЗП Сплит | 1. хрватски гардијски здруг ХВ        |                                                             |
| ЗП Сплит | 4. гардијска бригада ХВ               | ојачана мањим јединицама ЗП Сплит                           |
| ЗП Сплит | 7. гардијска бригада ХВ               |                                                             |
| ЗП Сплит | 9. гардијска бригада ХВ               | један батаљон (претходни назив: 84. гардијска бојна ХВ)     |
| ЗП Сплит | 114. бригада ХВ                       |                                                             |
| ЗП Сплит | 81. гардијска бојна ХВ                |                                                             |
| ЗП Сплит | 1. гардијска бригада ХВ               | један батаљон ојачан извиђачком четом и војном полицијом ХВ |
| ЗП Сплит | 126. домобранска пуковнија            | у резерви                                                   |
| ХВО      | Јединица                              | Напомена                                                    |
| ХВО      | 1. гардијска бригада ХВО              | на Купрешком правцу                                         |
| ХВО      | 2. гардијска бригада ХВО              |                                                             |
| ХВО      | 3. гардијска бригада ХВО              |                                                             |
| ХВО      | Специјална полиција МУП-а ХР ХБ       |                                                             |
| ХВО      | ППН Гавран-2                          |                                                             |
| ХВО      | 60. гардијска бојна ”Лудвиг Павловић” |                                                             |
| ХВО      | 22. диверзантски одред                |                                                             |
| ХВО      | 80. домобранска пуковнија             | делови                                                      |

| ВРС           | Јединица              | Напомена                                  |
| ------------- | --------------------- | ----------------------------------------- |
| 2. крајишки   | 5. гламочка бригада   |                                           |
| 2. крајишки   | 9. граховска бригада  | с ојачањима                               |
| 2. крајишки   | 3. петровачка бригада | појачана 2. батаљоном војне полиције 2.КК |
| 1. крајишки   | 3. српска бригада     | ојачана батаљоном 43. приједорске бригаде |
| 1. крајишки   | мешовити батаљон      |                                           |
| СВК           | Јединица              | Напомена                                  |
| 7. корпус СВК | БГ ”Вијуга”           |                                           |
| 7. корпус СВК | 2 чете МУП-а РСК      | нису учествовали                          |
| 7. корпус СВК | до 400 полицајаца     | на Динари распоређени током битке         |

## Ток битке
На граховском правцу тежиште напада непријатељ је испољио дејством са Динаре и у захвату пута с. Пеуље – Исјек. Са Динаре, правцем Велики циљ (тт 1807) – Борова глава (тт 1266), нападала је 7. гардијска бригада и 126. домобранска пуковнија. По почетку напада, борбена група „Вијуга” је, услед недостатка муниције, напустила рејон одбране и повукла се на територију Крајине. Трећа петровачка бригада је у току дана задржала одбрамбене положаје, али се у току ноћи после тенковско-пешадијског напада повукла и запосела нову линију одбране на око 10 км југоисточно од Грахова, на линији Ловрића глава (тт 942) – Хајдучка глава (тт 1002) – Стрмац (тт 983). Наредног дана батаљон 9. гардијске бригаде заменио је 114. бригаду и ТГ-1 и заузео коту Нос. Већ следећег дана батаљон је враћен у Хрватску, а напад је наставила 4. гардијска бригада. У току 26 - 27. јула хрватске снаге су усмериле тежиште напада са Шатора према селу Тичеву, овладале висоравни Тичево без значајнијег отпора Граховске бригаде. Дана 27. јула 7. корпус СВК је послао Борбену групу полиције од 400 бораца у рејон Брезовца и Цивљана на Динари. Хрватске снаге су у току 28. јула 1995. године ушле у Грахово.
На гламочком правцу хрватске снаге су кренуле у напад такође 25. јула групишући снаге по следећим правцима: 1. гардијска бригада ХВ са четом војне полиције и тенковским водом из Ливањског поља, правцем с. Бастаси – Старетина (Врхови), 1. хрватски гардијски здруг и Специјална јединица МУП-а Хрватске Републике Херцег-Босне правцем Бундина коса – с. Халапић, а 81. гардијски батаљон правцем Шатор – с. Поповићи – с. Шумњаци. Трећа гардијска бригада ХВО била је у борбеном додиру са Трећом српском бригадом и није учествовала у нападу. После уласка хрватских снага у Гламоч, ова бригада је окупирала село Роре. На 5. гламочку бригаду нападале су 1. гардијска бригада ХВО правцем превој Корићна – Гламоч и 2. гардијска бригада ХВО правцем Мала Голија – Гламоч, које су прешле у напад кроз борбени распоред 80. домобранске пуковније ХВО која је била у борбеном додиру са Гламочком бригадом.
Хрватске снаге су бочним и нападом с леђа успеле разбити 3. српску бригаду са ојачањима на Старетини, ући у Гламочко поље и створити услове за улазак у Гламоч. Одлучујућу улогу одиграо је 81. гардијски батаљон Хрватске војске који се кроз међупростор са Шатора преко села Поповића спустио у Гламочко поље и тако изманеврисао одбрану Гламоча. О жестини борбе сведоче и 3 погинула и 62 рањена припадника 81. батаљона ХВ у операцији Љето 95. Дана 27. јула гламочку бригаду су напала и два авиона Миг-21 Хрватске војске. Пета гламочка бригада је углавном одолевала нападима непријатеља, али се повукла из своје зоне одбране по појави хрватских снага иза леђа, на прилазима Гламочу. Тако су хрватске снаге у току 29. јула 1995. године ушле у Гламоч.

## Последице

### Република Српска
Према мишљењу хрватских историчара операција Љето 95 била је једна од одлучујућих битака 1995. године, јер су хрватске снаге заузимањем Грахова одсекле Книн од Бања Луке, а заузимањем Гламоча створиле основицу за даља освајања у Републици Српској. Напад је, такође, по други пут спасао 5. корпус АРБиХ од уништења.
Пад Грахова и Гламоча оставио је драматичан утисак на српско руководство. Дана 28. јула Радован Караџић проглашава ратно стање у угроженим западнокрајишким општинама, а 5. августа наређује смену генерала Ратка Младића. Целокупно становништво Гламоча и Грахова протерано је из својих домова, а сами градови су разрушени у вишедневном бомбардовању хрватских снага и разарањем након тога.

### Република Српска Крајина
Стање у Книнској крајини се драматично погоршало. Међу становништвом Крајине је завладала паника. Главни штаб СВК је прогласио ратно стање 28. јула. Међутим, опао је морал код бораца Српске војске Крајине. Милан Мартић је убеђивао народ да ће Крајина пружити жесток отпор хрватској војсци ако нападне. Ипак, прилике на терену су након „Љета 95“ биле другачије.